# O krótkości życia

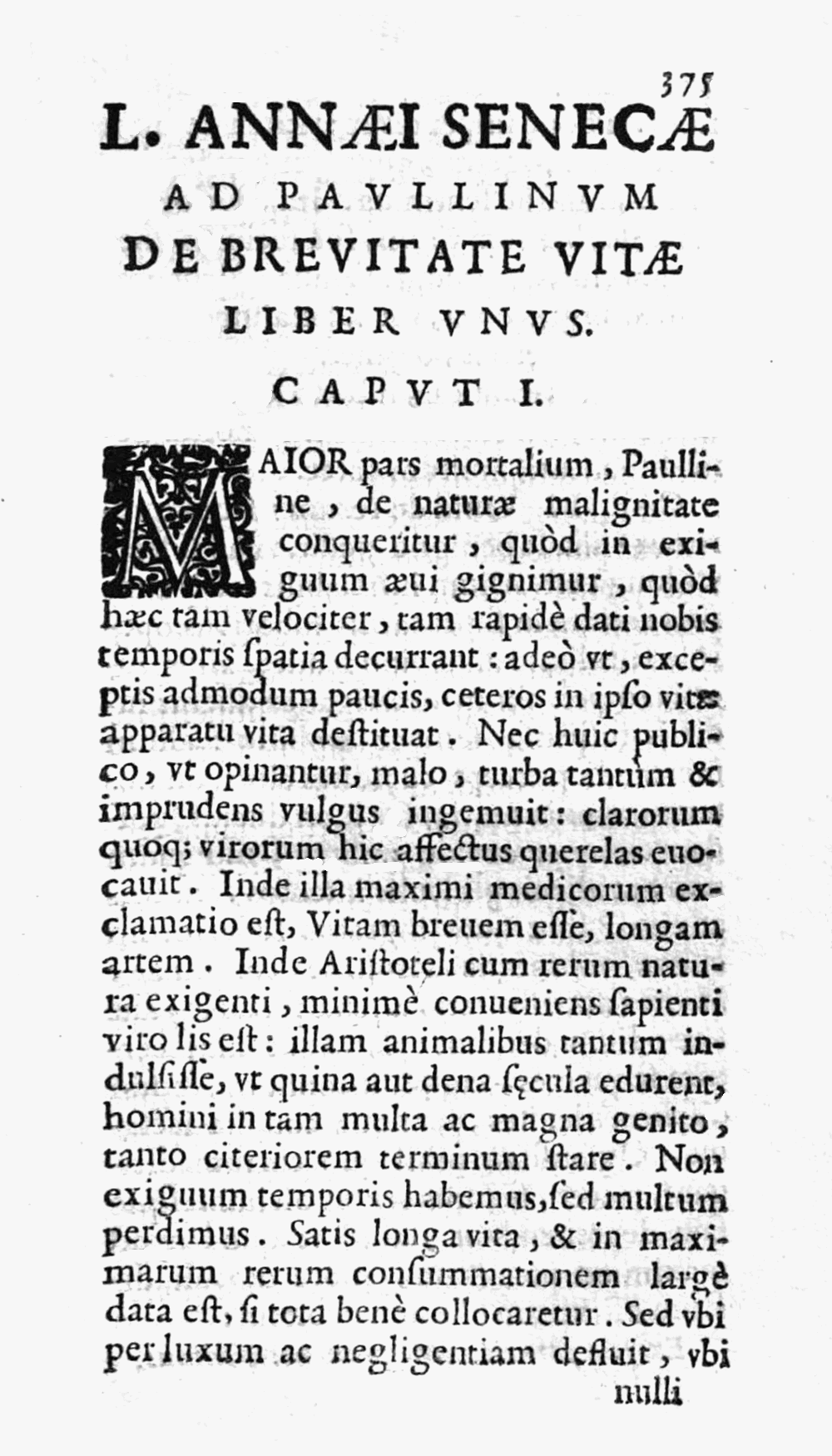
Strona 375 dzieła Lucjusza Anneusza Seneki "O krótkości życia"

O krótkości życia (De brevitate vitae) – dialog Lucjusza Anneusza Seneki, napisany około roku 49, po powrocie autora z wygnania, a przed objęciem urzędu pretora. Adresowany jest do swojej żony Pompei Pauliny, córki Pompejusza Paulinusa. 
Główną myślą utworu jest teza, że życie człowieka nie jest krótkie, jeśli wiedzie się je właściwie, tzn. nie kierując się namiętnościami i próżnością, lecz w zgodzie z rozumem i cnotą. Życie trwa długo, jeśli wypełnione jest treścią - uczy Seneka. 
Wywód i kompozycja utworu są luźne i dość chaotyczne.